# حرب الاستقلال الموزمبيقية
حرب استقلال موزمبيق هي نزاع مُسلَح بين مجموعة عصابات من جبهة تحرير موزمبيق والبرتغال التي كانت تحتل موزمبيق في ذلك الوقت، بدأت الحرب في 25 سبتمبر 1964 وانتهت بقرار وقف إطلاق النار بين الطرفين في 8 سبتمبر1974، مما أدى إلى بدأ مفاوضات انتهت باستقلال موزمبيق عام 1975.
بدأت حروب البرتغال ضد مقاتلي العصابات المسلحة عام 1961 في أنغولا، حيث كانت هذه العصابات تدعو إلى استقلال الأراضي الأفريقية التي تسيطر عليها البرتغال منذ 400 عام و أسست ما يُعرف باسم الإمبراطورية البرتغالية.
وفي موزمبيق، اندلع الصراع  عام 1964 نتيجة للاضطرابات والإحباط بين كثير من السكان الأصليين في موزمبيق، الذين رأوا في الحكم الأجنبي شكلا من أشكال الاستغلال وسوء المعاملة، التي لم تخدم سوى المصالح الاقتصادية البرتغالية في المنطقة، بالإضافة إلى ذلك استياء العديد من أبناء موزمبيق تجاه سياسات البرتغال في التعامل مع السكان الأصليين، والتي أدت إلى التفرقة في المعاملة، وصعوبة ممارسة نمط الحياة التقليدية على كثير من الأفارقة، وقلة كلًا من فرص الحصول على التعليم على الطريقة البرتغالية، والعمالة الماهرة.
وقد زاد شعور كثير من أبناء موزمبيق بالوطنية، والاستياء في آن واحد جراء استمرار خضوع البلاد لحكم أجنبي، وقد ازداد هذا الشعور بعد انتشار حركات حق تقرير المصير في افريقيا بعد الحرب العالمية الثانية. في المقابل كان كثير من المثقفين من الأفارقة الأصليين مندمجين تمامًا في التنظيم الاجتماعي للبلاد تحت حكم البرتغال، وبخاصة الذين كانوا يسكنون المراكز الحضرية، وقد تعاملوا مع دعوات الاستقلال بمزيج من الانزعاج والتشكك. وكان رد البرتغال على هذه الدعوات هو زيادة الوجود العسكري، ومشاريع التنمية سريعة الخطى.
وساعد نفي العديد من المفكرين السياسين الموزمبيقين إلى البلدان المجاورة في وجود ملاذ آمن، يمكن التخطيط فيه لإثارة الاضطرابات السياسية في وطنهم. وقد أدى تشكيل تنظيم جبهة تحرير موزمبيق، ودعم كلًا من الاتحاد السوفيتي والصين وكوبا ويوغوسلافيا وبلغاريا وتنزانيا وزامبيا ومصر والجزائر من خلال الأسلحة والمستشارين، إلى اندلاع أعمال العنف التي استمرت قرابة عقد من الزمن.
من وجهة نظر عسكرية، كان للجيش النظامي البرتغالي اليد العليا خلال الصراع ضد قوات العصابات الداعية للاستقلال. ومع ذلك، نجحت موزمبيق في الاستقلال في 25 يونيو 1975، بعد الانقلاب الذي وقع في البرتغال المعروف باسم ثورة القرنفل، لتنتهي بذلك 470 عامًا من الحكم الاستعماري البرتغالي في منطقة شرق افريقيا. ووفقا للمؤرخي الثورة، إن  الانقلاب العسكري في البرتغال قد اندلع لعدة أسباب منها الاحتجاجات بشأن سلوك القوات البرتغالية في تعاملها مع بعض الجماهير المحلية في موزمبيق. وزيادة التأثير الشيوعي في المتمردين العسكريين في البرتغال، والذي نتج عنه الانقلاب العسكري في لشبونة، ومن ناحية أخرى، زيادة ضغط المجتمع الدولي بشأن اتجاه حروب البرتغال الاستعمارية بشكل عام.

## لمحة تاريخية

### الحكم الاستعماري البرتغالي
كان الصيادون و جامعي الثمار من شعب بوشمن، أسلاف شعوب كويسان، أول من سكن هذه المنطقة المعروفة حاليًا باسم موزمبيق، واتبعهم الشعوب الناطقة لغات البانتو، حيث هاجروا إليها في القرن الأول والقرن الرابع عن طريق نهر زمبيزي. وفي عام 1498، استقر المستكشفون البرتغاليون على الساحل موزمبيق و زاد النفوذ البرتغالي في شرق افريقيا خلال القرن السادس عشر؛ فقد أسست عدة مستعمرات تعرف باسم شرق افريقيا البرتغالي. وأصبحت تجارة الرق وتجارة الذهب مربحة بالنسبة للأوروبيين. في ذلك الوقت كانت السيطرة على هذه التجارة تمارس من خلال أفراد من المستوطنين، ولم تكن هناك إدارة مركزية ، ويأتي ذلك بالتزامن مع تحول اهتمام البرتغال إلى الهند والبرازيل.

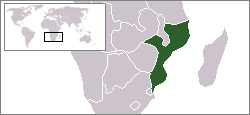
موقع موزمبيق في جنوب افريقيا

و بحلول القرن التاسع عشر، بلغ الاستعمار الأوروبي لدول قارة افريقيا ذروته. وعمل البرتغاليون في ذلك الوقت على توسيع مراكزهم في افريقيا، وبخاصة بعد أن فقدوا السيطرة على مساحة شاسعة من الأراضي البرازيلية في أمريكا الجنوبية، وأدى هذا القرار إلى بداية صراع مباشر بين البرتغال وبريطانيا. فمنذ أن عاد ديفيد ليفينغستون إلى المنطقة عام 1858 في محاولة لتعزيز طرق التجارة، زادت المصالح البريطانية في موزمبيق مما أثار قلق الحكومة البرتغالية. ويذكر أن خلال القرن التاسع عشر، كان الكثير من دول شرق افريقيا تحت السيطرة البريطانية، ومن أجل تيسير ذلك، طالبت بريطانيا المستعمرة البرتغالية بعدة تنازلات.
ونتيجة لذلك عملت البرتغال على تعديل حدود متسعمرتها، و أُنشئت الحدود الجديدة لموزمبيق في شهر مايو عام 1881، وذلك في محاولة لتجنب نزاع بحري مع البحرية الملكية البريطانية المتفوقة. وقد وقعت السيطرة على موزمبيق في يد منظمات مختلفة مثل : شركة موزمبيق، وشركة زامبيزي، وشركة نياسا التي تم تمويلها وتوفير العمالة الرخيصة لها من قبل الإمبراطورية البريطانية، وذلك للعمل في المناجم وبناء السكك الحديدية.  و توغلت هذه الشركات داخل البلاد من الساحل، وقامت بإنشاء المزارع، وفرض ضرائب على السكان المحليين الذين كانوا في ذلك الحين يقاومون زحف المستعمرين في البلاد.
وفي عام 1895، تمت هزيمة إمبراطورية جازا( Gaza Empire) المقاومة للاستعمار، وهي مجموعة من قبائل السكان الأصليين الذين سكنوا المنطقة التي تشكل الآن موزمبيق وزيمبابوي. وفي عام 1902، تمت هزيمة القبائل الداخلية المتبقية ، وفي العام نفسه أنشأت البرتغال ورنسو ماركيز المعروفة حاليًا باسم مابوتو كعاصمة للبلاد. ومع تفاقم الأزمة السياسية والاقتصادية في البرتغال أقيمت الجمهورية الثانية، والتي عرفت بعد ذلك بالدولة الجديدة (Estado Novo) عام 1926، وإحياء الاهتمام  بالمستعمرات الأفريقية. وبعد فترة قصيرة من الحرب العالمية الثانية ظهرت دعوات حق تقرير المصير في موزمبيق، وذلك في ضوء استقلال العديد من المستعمرات الأخرى في جميع أنحاء العالم في موجة كبيرة تهدف إلى إنهاء الاستعمار.

### نشأة جبهة تحرير موزمبيق
جعلت البرتغال موزمبيق ولاية لها فيما وراء البحار عام 1951 من أجل أن تُظهر للعالم أن هذه المستعمرة لها حكم ذاتي. وكانت تُسمى مقاطعة ما وراء البحار الموزمبيقية (Overseas Province of Mozambique). وعلى الرغم من ذلك ظلت البرتغال محتفظة بسيطرتها القوية على مقاطعتها فيما وراء البحار، ويعد ذلك من الأسباب التي ساعدت على نمو الروح الوطنية داخل موزمبيق، إلى جانب استقلال عدد من الدول الأفريقية بعد الحرب العالمية الثانية، وسوء معاملة الاستعمار للسكان الأصليين في موزمبيق.
وقد شهدت موزمبيق تفاوت كبير بين الأثرياء من البرتغاليين وغالبية السكان الأصليين  من الأفارقة في المناطق الريفية الواسعة. وكانت فرص العمل والحصول على وظائف في الإدارة والحكومة تعد شيئًا نادرًا بالنسبة لهؤلاء السكان القبليين، ويرجع السبب في ذلك إلى عدم معرفة العديد منهم القراءة والكتابة، إلى جانب محاولتهم الحفاظ على تقاليدهم المحلية وطرق العيش. وقد شهدت العديد من الشعوب الأصلية ثقافتهم وتقاليدهم وهي تختفي بسبب طغيان ثقافة البرتغال الدخيلة عليها.
وكانت أصوات المنشقين السياسيين الذين عارضوا الحكم البرتغالي وطالبوا بالحصول على الاستقلال لا تواجه إلا بالنفي. كما أجبرت الحكومة البرتغالية المزارعين الموزمبيقين على زراعة الأرز أو القطن للتصدير، وكان ذلك يوفرعائدًا قليلًا للمزارعين يمكنهم من خلاله إعالة أنفسهم، كما تم إرسال العديد من العمال – أكثر من250,000  بحلول عام 1960 – للعمل في مناجم الذهب والألماس. وفي عام 1950، مُنح 4,353   موزمبيقيا فقط من أصل 5733000 حق التصويت من قبل الحكومة الاستعمارية البرتغالية . ويتضح الخلاف بين المستوطنين البرتغاليين والسكان المحليين من خلال طريقة واحدة، وهي قلة عدد من يحملون أصول برتغالية وموزمبيقية معًا حيث بلغ عددهم   31,465 ، في الوقت الذين كان عدد السكان يقدر ب8-10 ملايين وفقًا لتعداد السكان في عام 1960.
نشأت جبهة تحرير موزمبيق (FRELIMO (Frente de Libertação de Moçambique في أكبر مدينة في دولة تنزانيا المجاورة، وهي مدينة دار السلام في 25 يونيو 1962. وقد تشكلت هذه الجبهة خلال مؤتمر انعقد من قبل الشخصيات السياسية الذين اضطروا إلى السفر خارج البلاد بسبب النفي،  بالإضافة إلى مجموعات وطنية قائمة مثل : الاتحاد الوطني الأفريقي الموزمبيقي، والاتحاد الأفريقي الوطني لاستقلال موزمبيق والاتحاد الديمقراطي الوطني في موزمبيق، الذي كان تم تشكيله قبل عامين من إنشاء الجبهة. ولم يكن هناك مجال لإنشاء مثل هذه الحركات السياسية إلا في المنفى بسبب قوة سيطرة البرتغال على تحركات المنشقين داخل موزمبيق.
وبعد عام واحد من إنشائها، أي في عام 1963 أصبح مقر جبهة التحرير في دار السلام في تنزانيا ، تحت قيادة عالم الاجتماع إدواردو موندلين، وبدأت الجبهة دعوتها إلى الاستقلال عن البرتغال. وبعد عامين من التنظيم والمناورات السياسية الفاشلة في محاولة للحصول على الاستقلال السلمي، بدأ موندلين في عام 1964 حملة من حرب العصابات في محاولة لتحقيق استقلال موزمبيق.
كما زاد ضغط الأمم المتحدة على البرتغال للتحرك من أجل إنهاء الاستعمار، ولكن هددت البرتغال بالانسحاب من منظمة حلف شمال الأطلسي، وذلك هو ما وضع حدا لهذا الدعم والضغط من قبل الأمم المتحدة، كما دفع الجماعات الوطنية في موزمبيق إلى اللجوء إلى الكتلة السوفيتية.

### دعم الاتحاد السوفيتي
اعتمد كلًا من الاتحاد السوفيتي وجمهورية الصين الشعبية خلال الحرب الباردة وبخاصة في أواخر عام 1950،  إستراتيجية خاصة تهدف إلى زعزعة استقرار القوى الغربية عن طريق إضعاف سيطرتهم في المستعمرات الأفريقية، حيث يرى نيكيتا خروتشوف أن «ثلث البشرية النامية يمكن أن تكون وسيلة لإضعاف قوى الغرب». فإن الاتحاد السوفيتي يرى أن افريقيا تمثل فرصة لخلق صدع بين القوى الغربية وأصولها الاستعمارية، وإنشاء دول تؤيد الشيوعية في افريقيا لتعزيز العلاقات في المستقبل.
قبل تشكيل جبهة تحرير موزمبيق، كان موقف الاتحاد السوفيتي بشأن الحركات الوطنية في موزمبيق محير. وكانت هناك حركات متعددة تدعو للاستقلال ، ولم يكن لدى أي منهم يقين بنجاح دعوتهم. وقد تلقت  الجماعات الوطنية في موزمبيق، مثل غيرها من الجماعات في أفريقيا خلال هذه الفترة، الدعم من الاتحاد السوفيتي سواء كان هذا الدعم عن طريق التدريب أو المعدات.
واعترف خليفة إدواردو موندلين، الذي أصبح فيما بعد رئيسًا لموزمبيق سامورا ماشيل، بحصوله على مساعدة من موسكو وبكين لتعزيز جبهة تحرير موزمبيق، واصفا إياهم بأنهم "الوحيدون الذين سيساعدون موزمبيق ... لقد قاتلوا في صراعات مسلحة، ومهما كان ما تعلموه سيتم استخدامه إذا كان يصب في مصلحة البلاد. وقد تلقت العصابات المسلحة دروسًا  في التخريب والحروب السياسية فضلًا عن المساعدات العسكرية، وتحديدًا شحنات صواريخ المدفعية طراز 122 ملم في عام 1972،  إلى جانب الاستعانة بنحو 1600 مستشار من روسيا وكوبا وألمانيا الشرقية.
واصل الاتحاد السوفيتي دعم حكومة جبهة تحرير موزمبيق الجديدة لمواجهة الثورة المضادة في السنوات التي تلت عام 1975. وفي عام 1981، استمر تواجد  230 شخصًا من الاتحاد السوفيتي، بالإضافة إلى 200 من القوات المسلحة الثورية الكوبية، وأكثر من 600 مدنيًا من المستشارين الكوبيين في البلاد. يذكرأن تواجد كوبا في موزمبيق ما هو إلا جزء من الجهود المستمرة لتصدير الأيديولوجية المعادية للامبريالية التي تدعو إليها الثورة الكوبية. ولذلك قدمت كوبا الدعم لحركات التحرر والحكومات اليسارية في العديد من البلدان الأفريقية، بما في ذلك أنغولا وإثيوبيا وغينيا بيساو.

## الصراع

### التمرد في فترة موندلين
في مستهل الحرب، كان لدى جبهة تحرير موزمبيق أمل ضئيل في تحقيق انتصار عسكري تقليدي لوجود 7000 مقاتل فقط لديها ضد القوة البرتغالية التي تفوقهم من حيث العدد والعتاد، ولذلك وقفت آمالهم على حث السكان المحليين لدعم التمرد، من أجل فرض تفاوض للاستقلال من لشبونة. وقد حاربت البرتغال في هذا الصراع طويل الأمد، وأرسلت قوة عسكرية كبيرة من قبل الحكومة البرتغالية لإخماد الاضطرابات، و ارتفع عدد القوات من 8000 إلى 24000 بين عامي 1964 و 1967. وتم تجنيد عدد من الجنود المحليين من أجل الدفاع عن القضية البرتغالية ليرتفع بذلك العدد إلى 23000 في الفترة نفسها. كما تم تدريب 860 من نشطاء القوات الخاصة في مراكز تعليم المغاوير بحلول عام 1969.

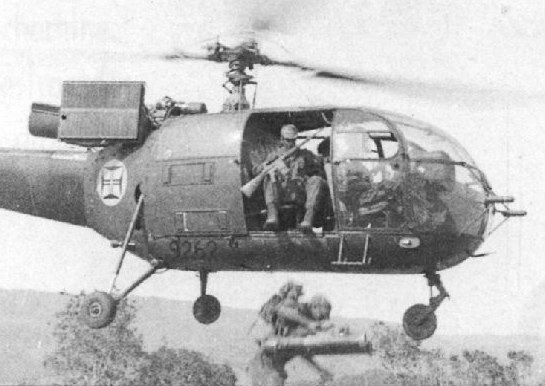
إيروسباسيال ألويت الثالثة(Aérospatiale Alouette III)، كانت واحدة من طائرات الهليكوبتر الأكثر شيوعًا في افريقيا، ولكن يعد ذلك مشهدًا نادرًا في الصراع في موزمبيق

وقد اسندت قيادة الجناح العسكري لجبهة تحرير موزمبيق إلى فيليب صموئيل ماجايا ( Filipe Samuel Magaia)، وقد تلقت قواته تدريبات من الجزائر. وتم تسليح مقاتلي جبهة تحرير موزمبيق بمجموعة متنوعة من الأسلحة، قدم كثير منها الاتحاد السوفيتي والصين. واشتملت الأسلحة على : المنكظمة(Mosin–Nagant )، وبندقية SKS وAK-47 الآلية. واستخدمت الرشاشات مثل Degtyarev ، بالإضافة إلى SG-43 Gorunov. ودعمت جبهة تحرير موزمبيق بقذائف الهاون والبنادق عديمة الارتداد RPG-2S وRPG-7S، والأسلحة المضادة للطائرات مثل ZPU-4، وبداية من عام 1974 ظهرت الأسلحة من طراز ستريلا 2.
في المراحل الأخيرة من الصراع، قدمت الصين لجبهة تحرير موزمبيق عدد قليل من صواريخ الكتف SA-7 MANPAD؛ ولم تستخدم هذه الصواريخ أبدًا لإسقاط الطائرات البرتغالية، ولكن فُقدت طائرة برتغالية واحدة أثناء القتال، عندما تم تدمير الطائرة (G.91R-4) الخاصة بالملازم إميليو ورنسو نتيجة لتفجير سابق لأوانه بسبب الذخائر الخاصة به.
وكانت القوات البرتغالية تحت قيادة الجنرال أنطونيو أوغوستو دوس سانتوس، وهو رجل ذو إيمان قوي في النظريات الحديثة لمكافحة التمرد. دعم أوغستو دوس سانتوس التعاون مع رودسيا لإنشاء وحدات الكشافة الأفريقية، وغيرها من فرق القوات الخاصة. وبسبب سياسة البرتغال التي تعمل على شحن المعدات القديمة إلى المستعمرات، تم تزويد الجنود البرتغاليين خلال المراحل الأولى من القتال بأجهزة الراديو المستخدمة في  الحرب العالمية الثانية وبندقية ماوزر القديمة، ولكن مع تقدم القتال، ظهرت الحاجة إلى معدات حديثة، وأصبحت الأسلحة المستخدمة في المعركة هي بنادق جي 3 ( Heckler & Koch G3)وبنادق FN FAL ، بالإضافة إلى AR-10 لقوات المظلات. ثم في عام 1968، أصبحت كلًا من HK21 وMG42 هما الأكثر استخدامًا للقوات البرتغالية، هذا إلى جانب قذائف الهاون 60 و 81 و 120 ملم، ومدافع هاوتزر، والسيارات المدرعة (Chaimite) المنتشرة في كثير من الأحيان للحصول على الدعم الناري .
وعلى الرغم من أن طائرات الهليكوبتر لم تكن تستخدم في موزمبيق بالقدر نفسه كما في فيتنام، لكن طائرة إيروسباسيال ألويت الثالثة كانت تستخدم على نطاق واسع، بل كانت الأكثر استخداما في ذلك الوقت، على الرغم من وجود طائرات أخرى مثل ايروسباسيال أس إيه 330 بوما. في الوقت نفسه استخدمت طائرات أخرى للحصول على الدعم الجوي القريب مثل : T6 و طائرات فيات G.91، وفي عمليات الاستطلاع استخدمت القوات البرتغالية طائرات دورنير دو 27. وكان سلاح الجو البرتغالي يستخدم نورد نوراطلس( Nord Noratlas )و  C-47في عمليات النقل. كما استخدمت القوات البحرية البرتغالية الزوارق الدورية، والقوارب المطاطية على نطاق واسع.